# 重慶圖書館
重庆图书馆位于中華人民共和国重庆市沙坪坝区凤天大道106号，其前身是1947年国民政府在重庆成立的国立罗斯福图书馆。重庆图书馆藏有民国时期出版物、古籍线装书、联合国资料三大部分重要特色资料。是中国抗战时期出版物收集最全、保藏最多和最完整的图书馆，中国两个最早的联合国文献寄存馆之一。另一個联合国托存图书馆為上海圖書館。

## 历史
- 民國27年（1938年）8月，教育部同意國立中央圖書館籌設重慶分館，設置國立中央圖書館重慶分館建築委員會。重慶市政府撥兩浮支路第一苗圃，建築經費由中英庚款董事會墊支。
- 民國30年（1941年）元月，分館建築工程完成，2月1日開幕開放閱覽
- 民國34年（1945年）5月，中国国民党第六次全国代表大会通过议案，决议筹设“国立罗斯福图书馆”以纪念同年4月12日逝世的美国总统罗斯福对反法西斯战争和促进世界和平所作出的巨大贡献；國立中央圖書館重慶分館之館舍、家具設備及12,083冊館藏圖書移贈國立羅斯福圖書館籌備處。
- 1946年7月，国民政府在南京成立了“国立罗斯福图书馆筹备委员会”，聘请了国内学界名流翁文灏、陈立夫、王世杰、朱家骅、蒋复聪、吴有训等为委员，教育部长朱家骅兼任主任委员，主理筹备事宜，严文郁为秘书，负责实际筹备。
- 1946年9月5日，国民政府向教育部发出命令：“罗斯福图书馆馆址决设重庆，希由部妥速筹办为要”。
- 1949年11月30日共产党进入重庆，中共西南文教部将国立罗斯福图书馆更名为“国立西南人民图书馆”，并确定今后的服务方向应面向工农兵群众。
- 1955年5月，原国立西南人民图书馆、原重庆市人民图书馆、原重庆市北碚区图书馆三馆合并，组成“重庆市图书馆”。
- 1987年，重庆市图书馆更名为“重庆图书馆”。

## 组织
重庆图书馆设置有1室4部13个中心:
- 办公室
- 组织人事部（暨党委）
- 计划财务部
- 老干工作部
- 安全保卫部
- 行政保障中心
- 后勤服务中心（暨重图宾馆）
- 培训会展中心
- 采访编目中心
- 报刊资料中心
- 少儿视听中心
- 书刊借阅中心
- 专题文献中心
- 参考咨询中心
- 特藏文献中心
- 研究辅导中心
- 公关宣传中心

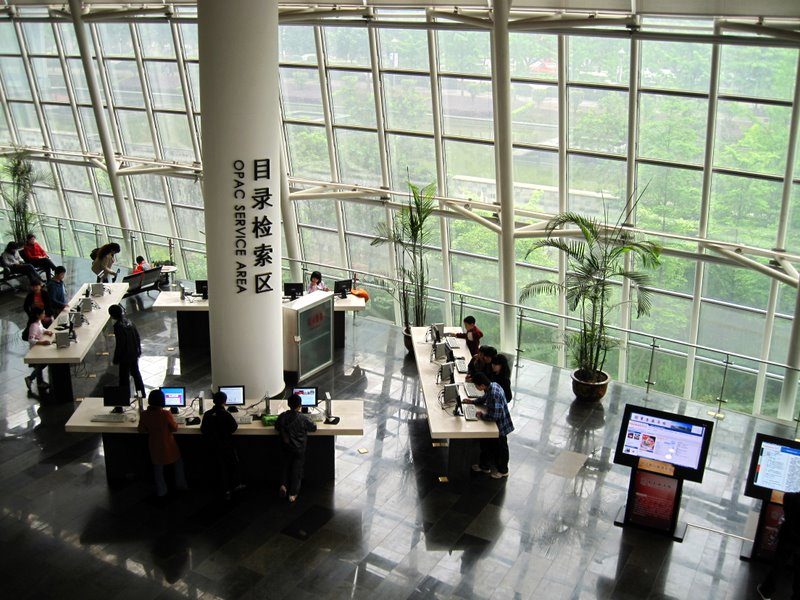
目录检索区

- 网络数字中心（暨全国文化信息资源共享工程重庆分中心）

## 设施

### 旧馆舍
重庆图书馆旧馆舍位于重庆市渝中区长江一路十一号（两路口馆区）和枇杷山正街九十三号（枇杷山馆区），前者交通方便但藏书仅20万册，后者资料齐全但是交通不畅，且馆舍自1947年使用至2007年，面临建筑设施陈旧老化的问题，自2007年3月1日起，旧馆舍开始闭馆搬迁，到2007年6月搬迁完毕。2008年4月8日，两路口馆舍在完成维修工程之后，改为重庆市少年儿童图书馆。枇杷山馆区现在是重庆图书馆历史文献中心。
自2000年至2006年，重庆图书馆旧馆舍共接待读者1532694人次，外借图书371300人次，外借图书1164582册次

### 新馆舍

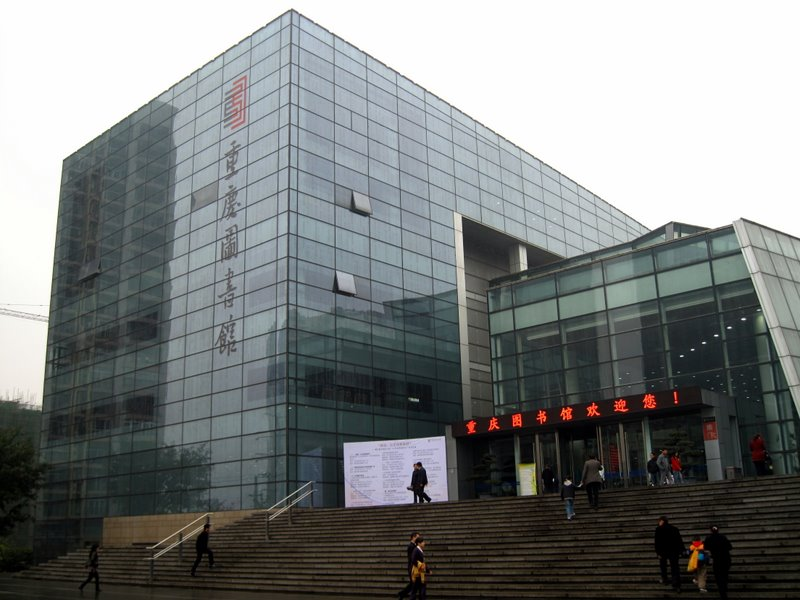
南入口

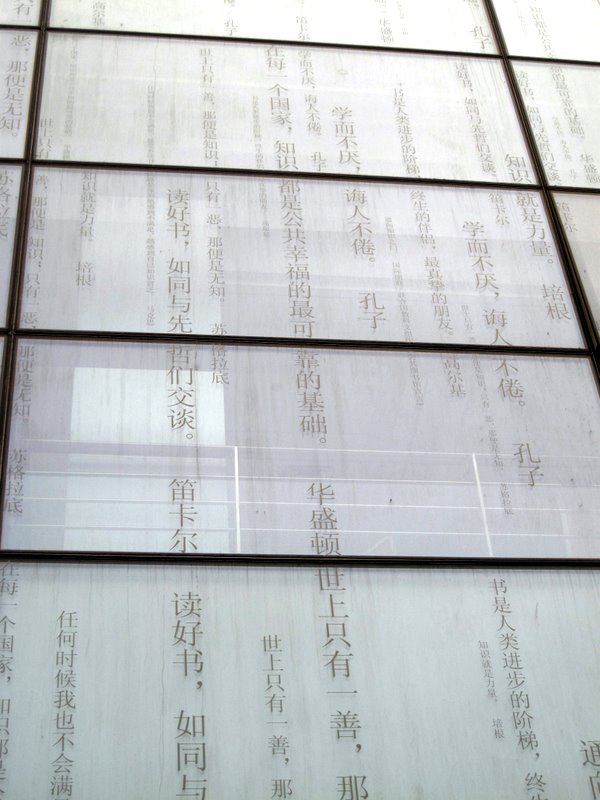
馆舍外墙玻璃上镌刻的文字

重庆图书馆新馆舍位于沙坪坝区凤天大道106号，2007年6月14日竣工并开放了阅览室，在完成了文献的规整和计算机系统的测试之后，2008年年初开放了所有的服务窗口。
新馆舍投资3亿元人民币，占地面积50381平方米，藏书量可以达到500万册，每天能为5000到8000人次提供服务，并提供3000个阅读座位，为600多台电脑提供互联网接入。馆舍由美国Perkins Eeastman公司设计，获得了美国“2009年图书馆设计奖”。

## 服务
重庆图书馆提供书刊文献外借服务，借阅区实行全开架式服务，允许读者自由阅览和外借。

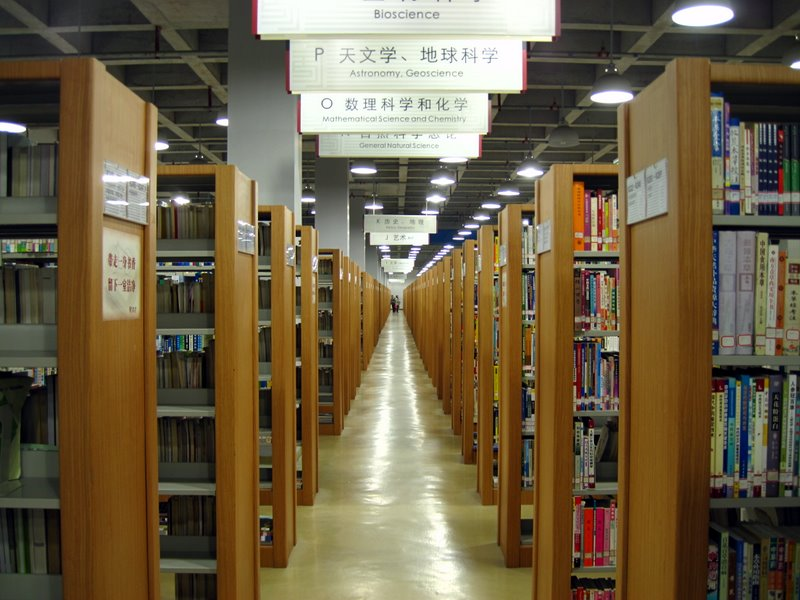
中文图书借阅区

## 历任馆长
| 任數 | 姓名   | 性别 | 任期        |
| ---- | ------ | ---- | ----------- |
| 1    | 严文郁 | 男   | 1947 - 1949 |
| 2    | 杨作平 | 男   | 1949 - 1975 |
| 3    | （空） |      | 1975 - 1979 |
| 4    | 程仲琦 | 男   | 1979 - 1984 |
| 5    | 胡继森 | 男   | 1984 - 1989 |
| 6    | 李洪福 | 男   | 1989 - 1994 |
| 7    | 张仁宣 | 男   | 1994 - 1998 |
| 8    | 邵康庆 | 男   | 1998 - 2009 |
| 9    | 任 竞  | 男   | 2009 -      |